# Bodaczów
Bodaczów – wieś w Polsce położona w województwie lubelskim, w powiecie zamojskim, w gminie Szczebrzeszyn.
Prywatna wieś szlachecka Bodaczew położona była na przełomie XVI i XVII wieku w ziemi chełmskiej województwa ruskiego. W latach 1954–1968 wieś należała i była siedzibą władz gromady Bodaczów, po jej zniesieniu w gromadzie Szczebrzeszyn. W latach 1975–1998 miejscowość administracyjnie należała do województwa zamojskiego.
Wieś jest sołectwem w gminie Szczebrzeszyn. Według Narodowego Spisu Powszechnego z roku 2011 wieś liczyła 2116 mieszkańców.
Przebiega tędy droga krajowa nr 74. Funkcjonuje tu jeden z większych w okolicy zakładów – Zakłady Tłuszczowe "Viterra Bodaczów".
Wierni Kościoła rzymskokatolickiego należą do parafii Najświętszego Serca Pana Jezusa w Klemensowie.

## Części wsi
| SIMC    | Nazwa    | Rodzaj    |
| ------- | -------- | --------- |
| 0900583 | Borek    | część wsi |
| 0900590 | Piasek   | część wsi |
| 0900608 | Podborek | część wsi |
| 0900614 | Zory     | część wsi |

## Historia
Wieś powstała w roku 1410. W roku 1589 Stanisław Górka przeznaczył Bodaczów w dzierżawę Stanisławowi Zdrowskiemu. W roku 1650 wieś obejmowała: półłanków 26 i jedną ćwierć, czyli ledwie jedną trzecią tego, co zajmowała wieś Wielącza.
Następcy Zdrowskiego odstąpili prawa do wsi franciszkanom z Zamościa. W latach 1744–1745 na mocy zawartych układów zakonnicy odstąpili część gruntów należących do Bodaczowa Tomaszowi Antoniemu Zamoyskiemu, który wzniósł na nich rezydencję nazwaną Klemensowem. W zamian franciszkanie otrzymali „inne, obszerniejsze grunta”. Pod koniec XVIII wieku, za panowania ordynata Aleksandra, Zamoyscy wszczęli proces o rewindykację wsi, jaki przerwano pod rządami ordynata Stanisława. Ostatecznie jednak wieś odebrano franciszkanom i włączono w skład Ordynacji Zamojskiej, co nastąpiło w roku 1812. Inwentarz sporządzony dnia 31 lipca tego roku przez komornika Józefa Sierakowskiego „opisuje budynki po większej części stare i zdezelowane”.
9 kwietnia 1934 z wsi wyłączono folwark Bodaczów o obszarze 220 ha 6048 m² i wraz z Klemensowem włączono go do Szczebrzeszyna.
10 lipca 1943 – wysiedlenie Polaków ze Szczebrzeszyna i okolicznych wsi (Bodaczów, Deszkowice, Rozłopy, Sułów i inne). Wysiedlenia poprzedzały aresztowania mężczyzn, w sumie 1500 osób, których umieszczono najpierw w obozie przejściowym w Zwierzyńcu, skąd większość wywieziono na roboty do Niemiec lub do obozów koncentracyjnych.

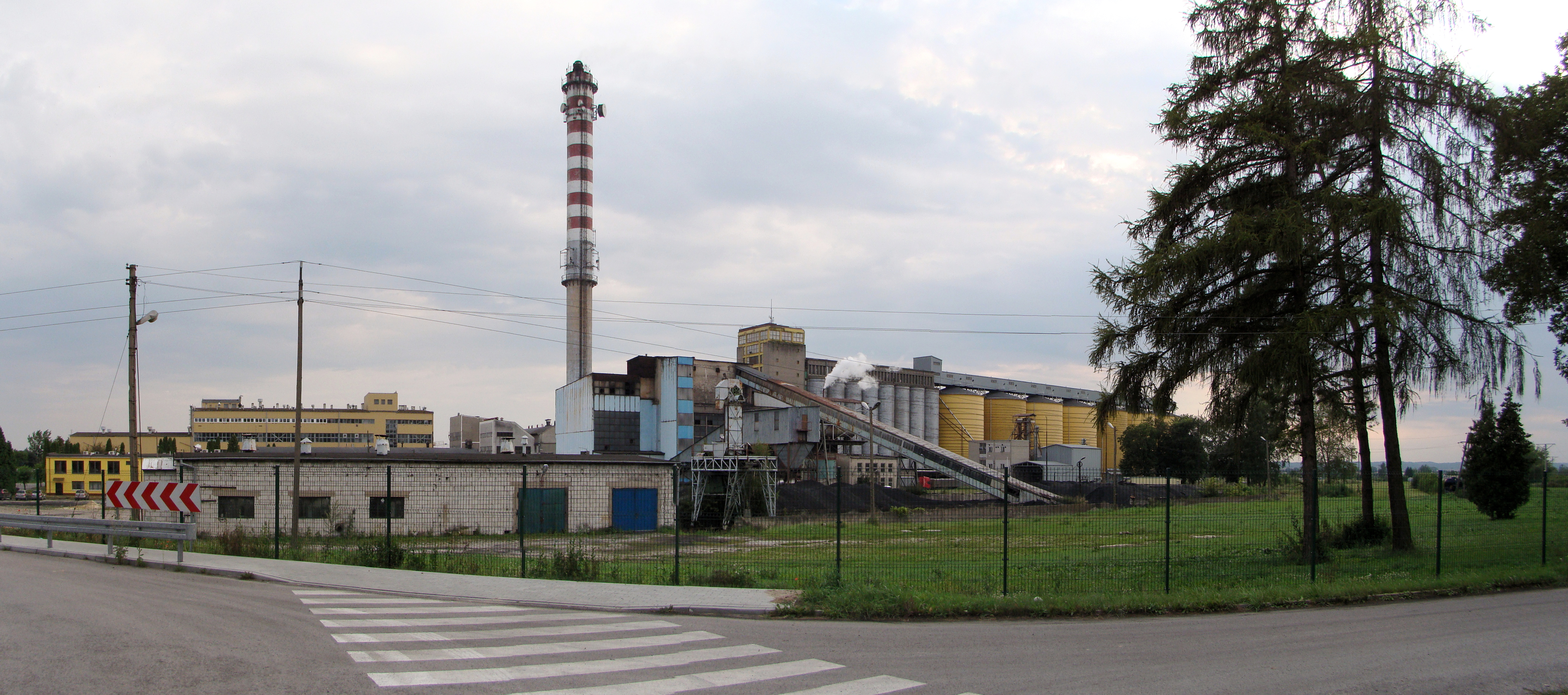
Zakłady Tłuszczowe "Viterra Bodaczów"

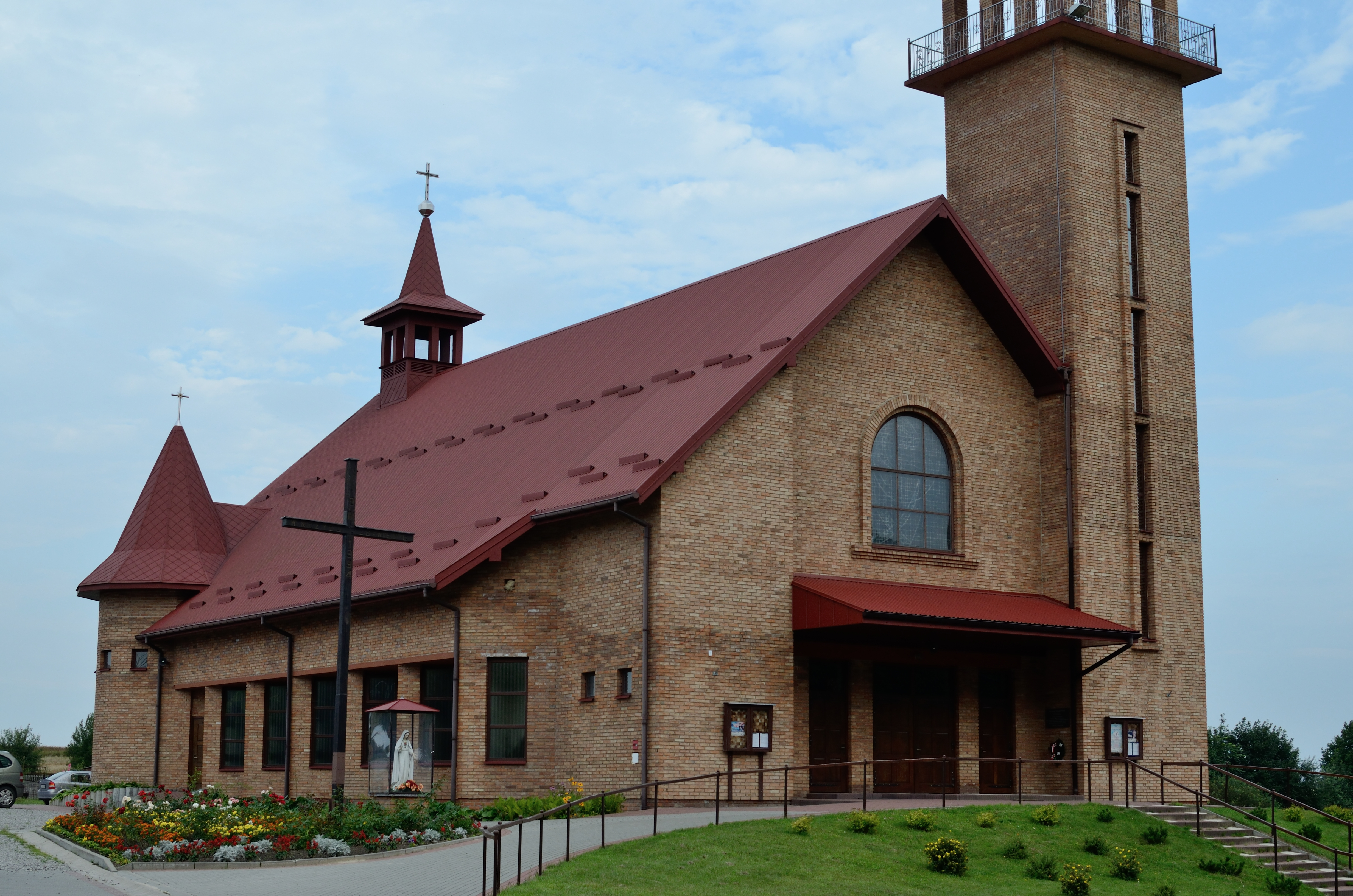
Kościół pw. Najświętszego Serca Jezusa w Bodaczowie

## Wspólnoty wyznaniowe
- Kościół rzymskokatolicki:
  - kaplica[12]
- Świadkowie Jehowy:
  - zbór, Sala Królestwa[13].

## Sport
RLKS Bolmar Bodaczów
Do 2000 roku w Bodaczowie funkcjonował Robotniczy Ludowy Klub Sportowy Bolmar Bodaczów – amatorski klub piłkarski, założony jako Palma Bodaczów. Bolmar rozgrywał mecze na Stadionie w Bodaczowie. W 2000 roku przed startem sezonu 2000/01 Bolmar Bodaczów wycofał się z rozgrywek zamojskiej klasy okręgowej (drużyna została rozwiązana).
BKS Bodaczów
W Bodaczowie funkcjonuje BKS Bodaczów – amatorski klub piłkarski, założony w 2019 roku. W sezonie 2024/2025 drużyna seniorów występuje w  klasie okręgowej w grupie Zamość.